# Priscilla Moreno
Cantautora de origen brasileño y panameño (24 de noviembre de 1979), nació en la ciudad de Panamá, y desde muy temprana edad mostró interés y pasión por la música.
A los 9 años de edad escribe su primera canción llamada “los años pasan” pero no fue cuando cumplió 15 años que participa como cantautora en el festival de talento juvenil en 1996 ganando el premio como mejor canción inédita con el tema “Perdiéndote”. Luego adopta el nombre artístico “Garota” (muchacha en portugués) y comienza a grabar sus canciones independientemente en Insomnio Studios, bajo la producción de Pablo Quintero.  A principios del 2004 lanza el primer sencillo de esta futura producción titulado "Delirando", el cual pasó prácticamente desapercibido por los medios, pero a mediados del mismo año lanza el sencillo Funky Night el cual contiene un extracto del rap de la canción "Goma" de Tres Leches y cuyo vídeo promocional bajo la dirección de Erik Cotrina le dio el impulso necesario para lograr la atención de los medios y el público en Panamá.
En octubre de 2004 la revista Rolling Stone Latinoamérica la cataloga como una de las promesas para el 2005 en la región y en diciembre gana los premios a Mejor Intérprete Femenina y Artista Revelación del Año en los Premios PanamaRock 2004, lo cual la consagró como una de las artistas del año.
En marzo de 2005 lanza al mercado su CD debut titulado "Funky Night" el cual contiene 11 temas de su propia autoría y cuyo sencillo punta de lanza es el tema "Hipnotízame", acompañado por un vídeo promocional dirigido por Alberto Serra, ganador del premio PanamaRock 2003 a mejor vídeo del año por la banda "Polyphase". En noviembre de ese año fue invitada por la cadena radial internacional EXA para presentarse en la Feria Internacional de El Salvador, donde compartió tarima con artistas de la talla de Natalia Lafourcade, Reik y El Símbolo.